# Джошуа (Техас)
Джошуа (англ. Joshua) — місто (англ. city) в США, в окрузі Джонсон штату Техас. Населення — 7891 особа (2020).

## Географія
Джошуа розташована за координатами 32°27′39″ пн. ш. 97°22′59″ зх. д. / 32.46083° пн. ш. 97.38306° зх. д. (32.460818, -97.383082).  За даними Бюро перепису населення США в 2010 році місто мало площу 17,61 км², з яких 17,53 км² — суходіл та 0,08 км² — водойми. В 2017 році площа становила 23,15 км², з яких 23,02 км² — суходіл та 0,13 км² — водойми.

## Демографія
Згідно з переписом 2010 року, у місті мешкало 5910 осіб у 2078 домогосподарствах у складі 1641 родини. Густота населення становила 336 осіб/км².  Було 2246 помешкань (128/км²).
Расовий склад населення:
| - 92,4 % — білих - 1,0 % — чорних або афроамериканців - 0,5 % — корінних американців - 0,4 % — азіатів - 3,7 % — осіб інших рас |

До двох чи більше рас належало 1,9 %. Частка іспаномовних становила 13,1 % від усіх жителів.
За віковим діапазоном населення розподілялося таким чином: 29,5 % — особи молодші 18 років, 59,8 % — особи у віці 18—64 років, 10,7 % — особи у віці 65 років та старші. Медіана віку мешканця становила 34,3 року. На 100 осіб жіночої статі у місті припадало 96,4 чоловіків;  на 100 жінок у віці від 18 років та старших — 94,9 чоловіків також старших 18 років.
Середній дохід на одне домашнє господарство  становив 70 469 доларів США (медіана — 51 653), а середній дохід на одну сім'ю — 85 058 доларів (медіана — 76 875). За межею бідності перебувало 16,8 % осіб, у тому числі 29,4 % дітей у віці до 18 років та 1,6 % осіб у віці 65 років та старших.
Цивільне працевлаштоване населення становило 2742 особи. Основні галузі зайнятості: освіта, охорона здоров'я та соціальна допомога — 21,2 %, виробництво — 16,4 %, роздрібна торгівля — 11,4 %, будівництво — 7,9 %.